# キャロル・シンデル
キャロルシンデル（Carol Sindell、1948年2月10日 - ）は、アメリカ出身のヴァイオリニスト。ポートランド州立大学教授を歴任。

## 経歴
ジュリアード音楽院卒業。
7歳よりジョーゼフ・ギンゴールドに師事をはじめ、僅か1年後に、アメリカを代表する「クリーブランドオーケストラ」とモーツァルトのヴァイオリン協奏曲を共演し華々しいデビューを飾る。
その後、最年少ソリストとして11歳で、指揮者Robert Shawと「クリーブランドオーケストラ」とメンデルスゾーンの協奏曲を共演。この共演の成功により、多数のリサイタルやオーケストラの共演の機会を得る。
1962年、シンデルは、ヴァイオリンの王と呼ばれるヤッシャ・ハイフェッツに師事をはじめる。有名なインターナショナル・ブロードキャストで放映された、「ザ・ハイフェッツ マスタークラス」に出演し好評を得る。
ジュリアード音楽院に在学中、イヴァン・ガラミアン, エリカ・モリーニなど有名奏者の影響を受ける。名国際コンクールにて第1位を獲得。
1974年のニューヨーク・カーネギーホールでのリサイタル後ソリストとして世界的に活躍中。また、国際的な音楽祭にも招待されている。
ポートランド州立大学教授を務め、数え切れない才能ある生徒たちを輩出させている。

## 受賞・表彰歴
- The Friday Morning Music Clubコンクール（ワシントンDC）第1位
- The International Advisory Councilコンクール（シカゴ）第1位
- 1972年、Martha Baird Rockefeller Grant for performanceを受賞。